# Tierparkturm Goldau
Der Tierparkturm Goldau befindet sich im Natur- und Tierpark Goldau in der Gemeinde Arth im Kanton Schwyz.

## Situation
Der im Jahre 2016 aus Holz erstellte Turm ist 29,6 Meter hoch. 144 Treppenstufen führen zur Aussichtsplattform in 27 Meter Höhe.
Von der Plattform aus bietet sich eine Aussicht auf den Tierpark, auf die Orte Arth und Goldau, den Zugersee und den Lauerzersee, die Rigi, den Rossberg mit der noch heute sichtbaren Abbruchstelle von 1806 (Bergsturz von Goldau) sowie die markanten Mythen. 
Bauingenieur war Walter Bieler. 

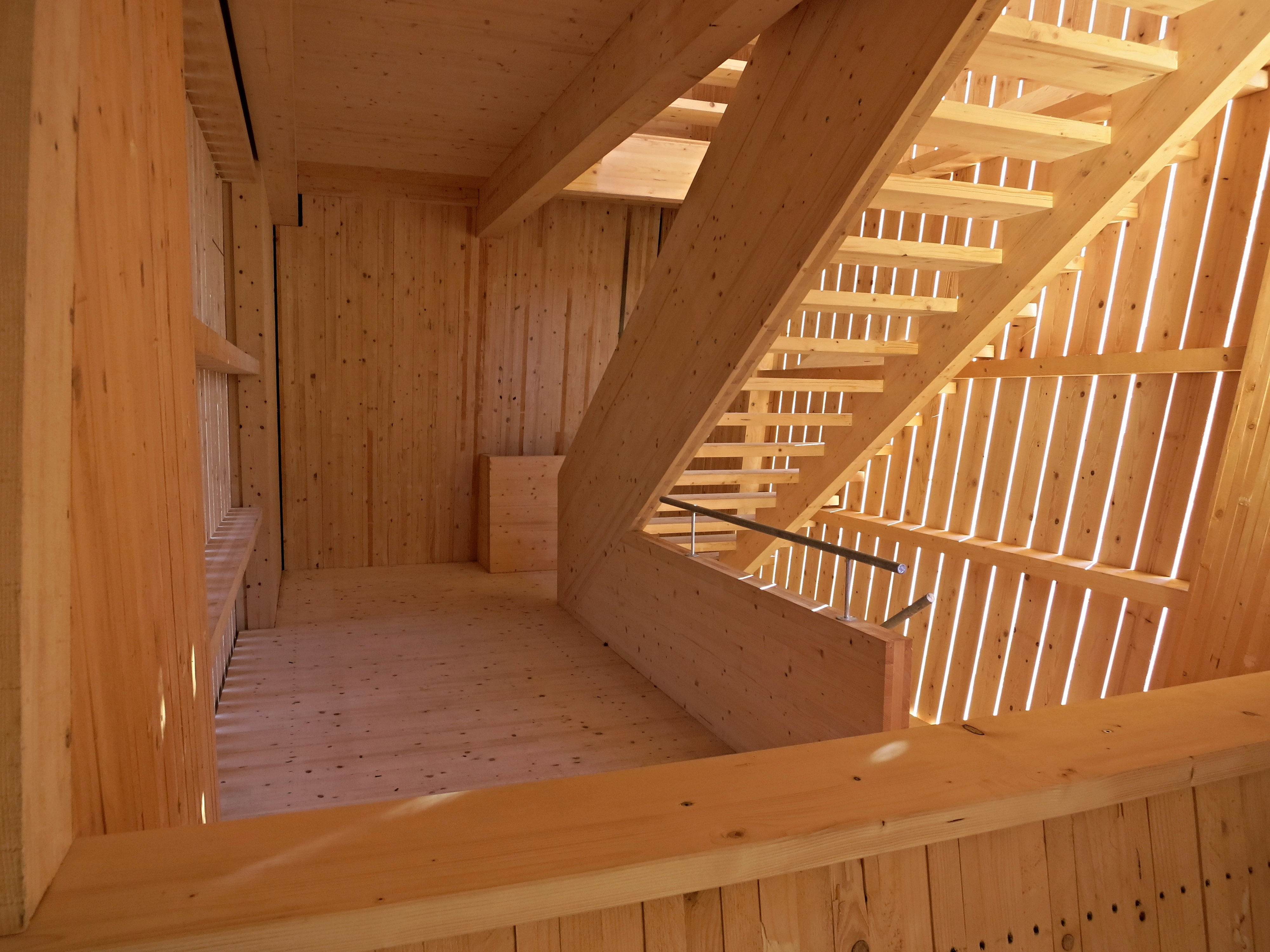
Treppen
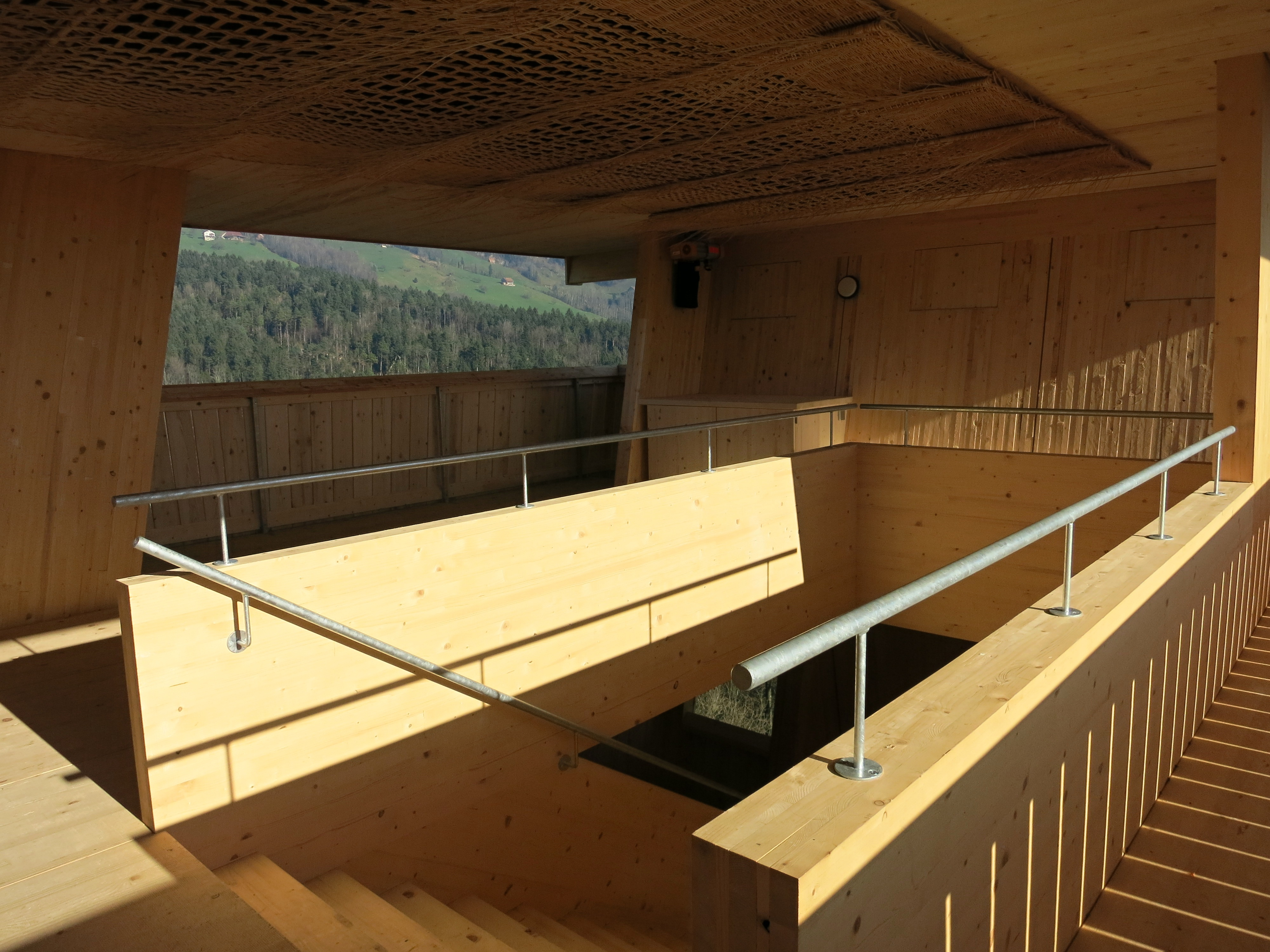
Aussichtsplattform